# شانتال بيا
شانتال بيا (بالفرنسية: Chantal Biya)‏ (السيدة شانتال بولشيري فيغورو، من مواليد 4 ديسمبر 1969) وهي السيدة الأولى في الكاميرون.

## السيرة الذاتية

### النشأة
وُلدت شانتال بيا في ديماكو المقاطعة الشرقية بالكاميرون. كان والدها المغترب الفرنسي جورج فيجورو، وأمها ملكة جمال دومه الفائزة بمسابقة روزيت ندونغو منغولو. انتُخبت أمها عمدة لقرية بانغو أعقاب الانتخابات البلدية التي جرت في يوليو / تموز 2007 ، وقد أمضت شانتال بيا مراهقتها في ياوندي .

### الحياة الشخصية

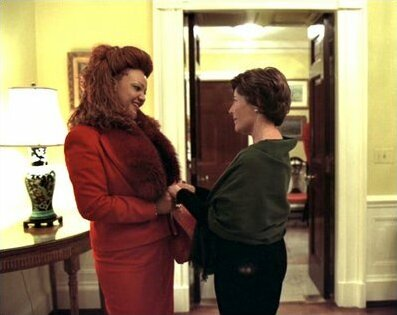
السيدة الأولى شانتال بيا من الكاميرون ولورا بوش من الولايات المتحدة ، بعد تناول القهوة في الغرفة الصفراء البيضاوية في البيت الأبيض. (2003)

تزوجت من الرئيس بول بيا في 23 أبريل 1994 ، بعد أن توفيت زوجته الأولى ( جين إيرين بيا)، في عام 1992، وهى معروفة جيدا بتصفيفات شعرها. و يطلق على نمط توقيعها اسم (البنان)، ويستخدم في المناسبات الرسمية. لقد جمعت الأنماط الأخرى وأسمتها باسم شانتال بيا. وهي معروفة أيضاً بسبب خزانة ملابسها الغريبة. ومن بين المصممين المفضلين لديها العلامات الغربية والراقية مثل: (شانيل وديور).

### الأعمال الخيرية
أنشأت مؤسسة شانتال بيا في عام 1994، واستضافت قمة السيدات الأوائل في ياوندي في عام 1996، الشابة النشيطة شانتال بيا عضو في الحركة الديمقراطية للشعب الكاميروني التابعة لزوجها..

## بيتراند تيو
نشر بيرتراند تيو في تشرين الثانى/ نوفمبر عام 2010 كتابًا بعنوان "belle de la république bananière: Chantal Biya، de la rue au palais (بالإنجليزية:" The belle of the republic republic: Chantal Biya، from the streets to the palace "، , والذي يعنى "جميلة جمهورية الموز شانتال بيا من الشوارع إلى القصر"، حيث تتبع ارتفاع بيا من أصول متواضعة لتصبح السيدة الأولى. وبعد ذلك حُكم عليه بالسجن لمدة عامين بتهمة "إهانة شخصية عامة" وتنظيم "مظاهرة غير قانونية" لمحاولة لفت انتباه الجمهور. وقد احتجت منظمة العفو الدولية ولجنة الكتاب في السجون التابعة ل نادي القلم الدولي على اعتقاله، وأصدرت نداءين نيابة عنه، كما وصفته منظمة العفو الدولية بأنه سجين رأي. تم إطلاق سراحها في أبريل / نيسان 2011، وعندما قام بالموافقة على دفع غرامة له من أجل الحصول على علاج لصحته المتدهورة.

## فهرس
- Andrews-Dyer، Helena (4 أغسطس 2014)، "The first lady of Cameroon and her hair have touched down in D.C."، The Washington Post، Reliable Source، مؤرشف من الأصل في 2015-12-06.
- Dorall, Charyl, ed. (2004). Commonwealth Ministers Reference Book 2003. Commonwealth Secretariat.
- F., M. (2007), "Bangou : La mère de Chantal Biya élue maire" [Bangou: Chantal Biya’s mother elected mayor], Quotidien Mutations (بالفرنسية), Yaoundé, Cameroon: South Media Corporation, Archived from the original on 8 فبراير 2012.
- G’nowa, Hermann Oswald (19 أبريل 2008), "L'unique fille de Paul Biya fait ses études primaires en Suisse", Cameroun Online (بالفرنسية), Archived from the original on 26 سبتمبر 2008.
- Ibrahim، Jibrin (2003)، Democratic Transition in Anglophone West Africa (PDF)، Monograph، Dakar, Senegal: CODESRIA، ISBN:978-2-86978-122-1، LCCN:2006406193، OCLC:55051309، OL:8986042M، مؤرشف (PDF) من الأصل في 27 سبتمبر 2007.
- Lees، Kevin A. (2014)، "The Story Behind the Hair: Contemporary, Repressive Cameroon"، The Huffington Post، OCLC:268958614، مؤرشف من الأصل في 6 يوليو 2015
- Mitchell، Tamsin (2011a)، Writers in Prison Committee: Cameroon: Author jailed for insulting President’s wife، London, England: PEN International، مؤرشف من الأصل في 6 ديسمبر 2015.
- Mitchell، Tamsin (2011b)، Writers in Prison Committee: Cameroon: Author Jailed for Insult Released، London, England: PEN International، مؤرشف من الأصل في 15 ديسمبر 2013، PEN International welcomes the release of author Bertrand Teyou on 29 April 2011 after almost six months in prison for allegedly insulting the President's wife in a book he published [in 2010]. . . . Teyou was freed from New Bell prison in Douala on 19 April 2011 after a well‑wisher paid the fine.
- Morikang، Tche Irene (2008)، "Cameroon: Revisiting the Extraordinary Life of Chantal Biya"، Cameroon Tribune، Cameroon Tribune، مؤرشف من الأصل في 2009-09-29 – عبر AllAfrica، From her birth in Dimako, through her life as an adolescent in [Yaoundé] . . .
- Ngwane، Mwalimu George (2004)، "Cameroon's Democratic Process: Vision 2020" (PDF)، CODESRIA Bulletin، Dakar, Senegal: Council for the Development of Social Science Research in Africa، ISSN:0850-8712، OCLC:774525259، مؤرشف (PDF) من الأصل في 5 فبراير 2012.
- Nyamnjoh، Francis B.؛ Durham، Deborah؛ Fokwang، Jude D. (2002)، "The Domestication of Hair and Modernised Consciousness in Cameroon: A Critique in the Context of Globalisation" (PDF)، Identity, Culture and Politics: An Afro‑Asian Dialogue، ج. 3، ص. 98–124، ISSN:0851-2914، OCLC:774633458، مؤرشف (PDF) من الأصل في 21 فبراير 2006.
- Teyou, Bertrand (2010), La belle de la république bananière : Chantal Biya, de la rue au palais [The belle of the banana republic: Chantal Biya, from the streets to the palace] (بالفرنسية), Douala, Cameroon: Nation libre, LCCN:2011342343, OCLC:707023206, OL:24833906M {{استشهاد}}: استعمال الخط المائل أو الغليظ غير مسموح: |ناشر= (help).

## الروابط الخارجية
السيدة الأولى